# Akobo (län)
Akobo är ett län (county) i Sydsudan. Det ligger i delstaten Jonglei, i den östra delen av landet, 400 kilometer norr om huvudstaden Juba.